# Gabriele Possanner
Baronne Gabriele Barbara Maria Possanner von Ehrenthal, née le 27 janvier 1860 à Pest en Autriche-Hongrie et morte le 14 mars 1940 à Vienne, est une femme médecin autrichienne. Elle est la première femme à avoir passé une thèse de doctorat dans une université d'Autriche-Hongrie.

## Famille et études
Elle est la fille de Benjamin Possaner von Ehrenthal, baron. Les mutations fréquentes de son père l'amènent à vivre dans six villes successives avant que celui-ci ne soit nommé chef de service au ministère des Finances en 1880. Elle étudie dans un institut de formation pour institutrices et passe sa maturité au lycée académique de Vienne en 1887, ce qui ne lui permet cependant pas en tant que femme, d'entreprendre des études universitaires en Autriche-Hongrie. Elle part donc pour la Suisse où, de 1888 à 1893, elle étudie la médecine à Genève et Zurich. À cette fin, elle doit passer le baccalauréat suisse en 1890. Elle obtient son doctorat de médecine en 1894, est ainsi habilitée à exercer la médecine dans tous les cantons de Suisse, et retourne alors à Vienne.

## Carrière
La seule possibilité qu'elle a alors de pratiquer la médecine en Autriche-Hongrie est d'accepter un poste de femme médecin en Bosnie-Herzégovine, région de l'Empire où les femmes musulmanes ne consultent pas d'homme médecin, mais elle souhaite demeurer et exercer à Vienne. Elle adresse alors nombre de courriers et demandes à différentes administrations, sollicitant deux ministres de l'Intérieur, trois ministres des Cultes, quatre recteurs, quatre doyens d'université de Médecine, ainsi que l'empereur François-Joseph. Celui-ci finit alors par ordonner au ministère de l'Intérieur de l'autoriser à exercer le métier de médecin et accoucheuse sous réserve que la direction de la 1re Maternité reconnaisse ses compétences.
Le 19 mars 1896 entre en vigueur une ordonnance rendant obligatoire la reconnaissance de diplômes étrangers. Gabriele Possanner sollicite et obtient alors du Décanat de Médecine la reconnaissance de son diplôme suisse. Elle doit cependant repasser toutes les épreuves théoriques et pratiques.
Le 29 mars 1897, elle effectue sa soutenance de thèse et obtient son doctorat le 2 avril 1897, une première pour une femme dans la monarchie austro-hongroise. Le 10 mai de la même année, elle ouvre son cabinet médical. En 1902, elle postule comme médecin à l'Hôpital-Princesse-Stéphanie du 16e arrondissement de Vienne. Jusqu'en 1903, elle sera la seule femme à exercer la médecine dans un hôpital austro-hongrois.
Lors des élections qui suivent au Conseil de l'Ordre des médecins, il s'avère qu'elle n'a pas le droit de vote. Elle proteste mais sa demande est rejetée au motif qu'une femme ne peut ni voter, ni être éligible. Cependant, lors des élections de 1904, elle dispose d'un droit de vote et est élue comme « suppléante ».
Elle meurt en 1940 à l'âge de 80 ans à son domicile de l'Alser Strasse.

## Réactions
Le 5 avril 1897, l'hebdomadaire Wiener Sonn- und Montags-Zeitung cite le directeur de thèse de Gabriele Possaner : « Puisque les femmes ne sont en rien inférieures aux hommes en termes d'intelligence et de volonté, on ne voit pas pourquoi les professions supérieures leur resteraient fermées. Si des impératrices et des reines ont gagné une immortelle renommée par leur règne empreint d'autorité et de sagesse, pourquoi donc les femmes seraient-elles considérées inaptes à agir de façon salutaire dans les professions supérieures ? ».
Plus loin, l'auteur de l'article prend position : « Nous ne pouvons que répéter ce que nous avons déjà rappelé en d'autres occasions : chaque année, on déplore la mort de femmes qui par honte, n'ont pas voulu consulter un médecin homme et qui ne pouvaient trouver d'aide auprès d'une femme, puisque nous n'avions jusqu'à maintenant pas de médecins femmes. Aussi, nous espérons que Mlle le Docteur v. Possaner aura très bientôt une concurrence professionnelle féminine. ».

## Hommages

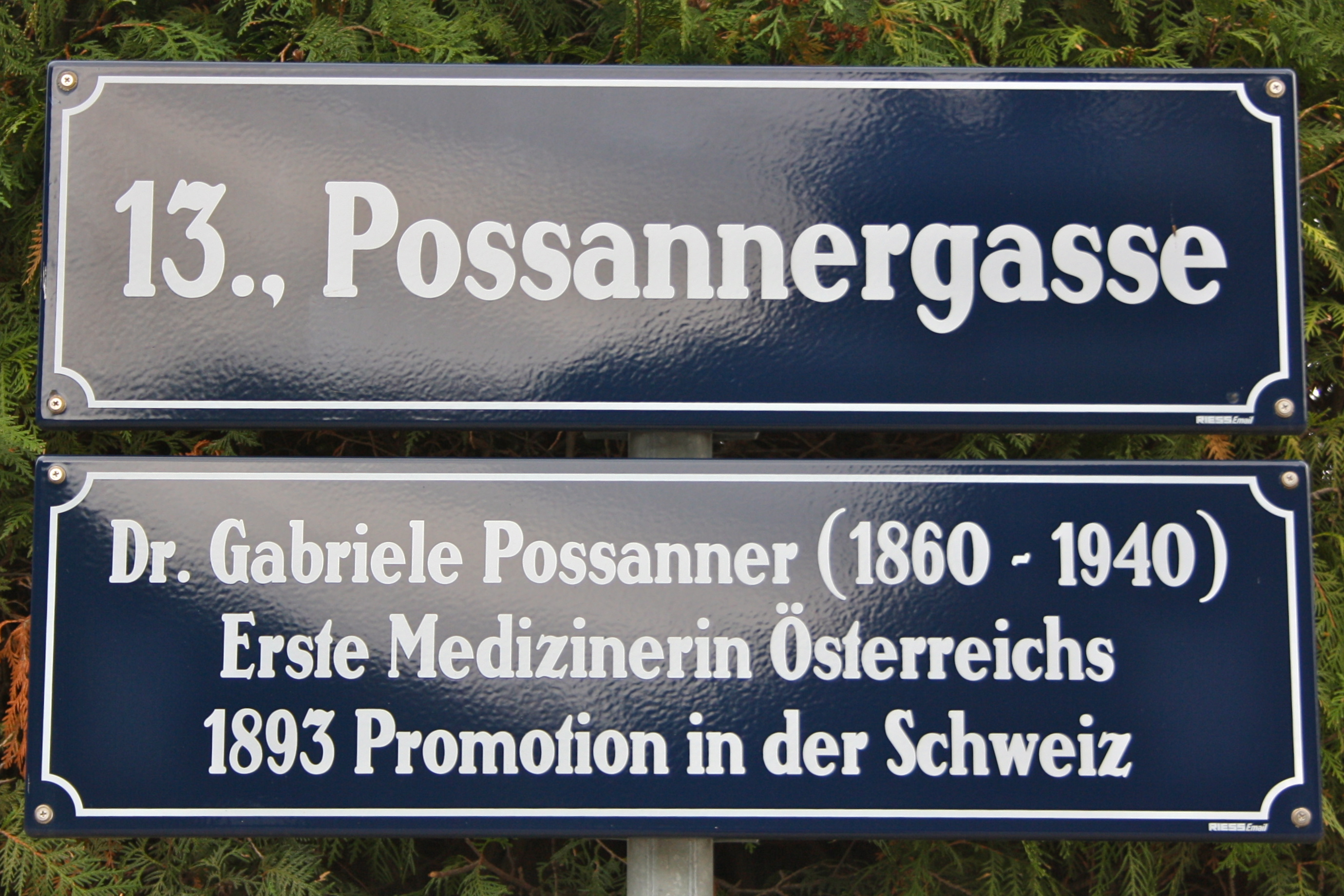
Plaques de rue dans la Possannergasse.

- À 68 ans, elle reçoit le titre de Medizinalrat.
- En 1960, une rue du 13e arrondissement, Hietzing est baptisée Possanergasse.
- Une plaque est apposée sur la façade de sa maison.
- Le ministère fédéral de l'Enseignement décerne depuis 1997 le prix d'État Gabriele-Possanner à des travaux scientifiques sur l'équité des genres.
- En 2004, un parc du 9e arrondissement est nommé en son honneur.